# Chiesa di Santa Maria Regina Mundi
La chiesa di Santa Maria Regina Mundi è una chiesa di Roma, nel quartiere Don Bosco, in via Augusto Lupi.

## Storia
La chiesa sorge sull'area di una precedente cappella, aperta al culto nel dicembre 1961 e poi demolita nel luglio 1972. La nuova chiesa fu costruita su progetti degli architetti Eugenio Montuori e Giuseppe Nicolosi: il 9 marzo 1968 si svolge la cerimonia di posa della prima pietra; dopo due anni di lavoro, l'edificio viene solennemente consacrato il 21 febbraio 1970 dal cardinale vicario Angelo Dell'Acqua.
Fin dall'inizio la chiesa è affidata alle cure dei Carmelitani. Essa è sede parrocchiale, eretta il 30 novembre 1961 con il decreto del Cardinale Vicario Clemente Micara Cum in regione. Dal 1988 è sede del titolo cardinalizio di “Santa Maria Regina Mundi a Torre Spaccata”.
La chiesa ha ricevuto la visita di Paolo VI, che vi celebrò la prima messa del giorno di Natale del 1971; e di Giovanni Paolo II il 14 dicembre 1986.

## Descrizione
La chiesa si presenta in forme architettoniche monumentali. All'esterno, sulla sinistra dell'edificio, quali corpi a sé stanti, vi sono il campanile di 30 metri e il battistero.
L'interno è a tre navate con cupola ed alterna strutture in cemento armato con pareti rivestite di mattoni a vista. Dal 1975 le pareti laterali sono arricchite da otto tele di Benedetto De Santis, che raccontano altrettanti episodi evangelici.
Il presbiterio, ristrutturato negli anni ottanta, è illuminato da tre vetrate. Le due vetrate esterne sono opera di Benedetto De Santis e raffigurano quattro episodi della vita di Maria: il protovangelo, l'annunciazione, l'adorazione dei Magi e l'assunzione.
La vetrata centrale dell'abside, opera di Laura Giuliani Redini installata tra il 1971 ed il 1972, rappresenta Maria, regina del mondo, con il bambin Gesù, il profeta Elia e san Simone Stock: in questo modo l'artista ha voluto coniugare il titolo della chiesa con la storia e la spiritualità dell'ordine Carmelitano. In basso a destra vi è lo stemma di Paolo VI che finanziò la realizzazione della vetrata, con la quale egli volle ricordare la sua visita il giorno di Natale del 1971.